# Acide 3-hydroxy-3-méthylglutarique
A ne pas confondre avec le Miglitol.
L’acide 3-hydroxy-3-méthylglutarique, couramment appelé méglutol, est un hypolipémiant, utilisé pour traiter certaines hyperlipémies.
Le méglutol est un produit naturel que l'on trouve dans Lemna perpusilla, Lotus creticus